# Martinópole
Martinópole este un oraș în statul Ceará (CE) din Brazilia.